# Cotiheresiarches meyeri
Cotiheresiarches meyeri är en stekelart som beskrevs av Telenga 1929. Cotiheresiarches meyeri ingår i släktet Cotiheresiarches och familjen brokparasitsteklar. Inga underarter finns listade i Catalogue of Life.